# Xinzo de Limia (Gerichtsbezirk)
Der Gerichtsbezirk Xinzo de Limia ist einer der 9 Gerichtsbezirke in der Provinz Ourense.
Der Bezirk umfasst 10 Gemeinden auf einer Fläche von 704,03 km² mit dem Hauptquartier in Xinzo de Limia.

## Gemeinden
| Gemeinde                      | Einwohner (2024) | Fläche km² | Dichte Einw./km² | Cod INE | Postleitzahl |
| ----------------------------- | ---------------- | ---------- | ---------------- | ------- | ------------ |
| Baltar                        | 853              | 93,99      | 9                | 32005   | 32632        |
| Os Blancos                    | 716              | 47,56      | 15               | 32012   | 32634        |
| Porqueira                     | 832              | 43,40      | 19               | 32062   | 32643        |
| Rairiz de Veiga               | 1.179            | 72,11      | 16               | 32067   | 32652        |
| Sandiás                       | 1.113            | 52,83      | 21               | 32077   | 32692, 32693 |
| Sarreaus                      | 1.069            | 77,29      | 14               | 32078   | 32631        |
| Trasmiras                     | 1.220            | 56,74      | 22               | 32082   | 32695        |
| Vilar de Barrio               | 1.199            | 106,74     | 11               | 32089   | 32702        |
| Vilar de Santos               | 795              | 20,70      | 38               | 32090   | 32650        |
| Xinzo de Limia                | 9.632            | 132,67     | 73               | 32032   | 32630        |
| Gerichtsbezirk Xinzo de Limia | 18.608           | 704,03     | 26               | –       | –            |